# Henryk Furmańczyk
Henryk Furmańczyk ps. Henryk (ur. 23 grudnia 1916 w Abanie, zm. 18 września 1992) – podpułkownik lotnictwa Wojska Polskiego, kapitan ZWZ-AK, kawaler Krzyża Srebrnego Orderu Wojennego Virtuti Militari.

## Życiorys
Henryk Furmańczyk urodził się na Syberii w rodzinie Antoniego i Aleksandry z Wiłkowów. Rodzina powróciła do Polski w 1922 i zamieszkała w Warszawie, a rok później w Częstochowie, gdzie Henryk i jego brat Wacław ukończyli szkołę podstawową i Gimnazjum im. Henryka Sienkiewicza. W 1930 jego ojciec, jako działacz BBWR, zginął wraz z trzema innymi osobami z rąk członka Polskiej Partii Socjalistycznej.
Henryk Furmańczyk od wczesnego dzieciństwa interesował się lotnictwem, należał do gimnazjalnego koła Ligi Obrony Powietrznej i Przeciwgazowej, wraz z grupą kolegów zbudował w tym okresie szybowiec. W lipcu 1939 ukończył Szkołę Podchorążych Lotnictwa w Dęblinie, a 12 września został mianowany przez prezydenta Ignacego Mościckiego podporucznikiem lotnictwa ze starszeństwem z dniem 1 września. Przydzielony został do 4 eskadry szkolnej SzPL, po czym ewakuowany wraz z personelem Centrum Wyszkolenia Lotniczego na południowy wschód kraju, gdzie trafił do niemieckiej niewoli. Z niewoli Furmańczyk zbiegł z grupą kolegów i podjął próbę dotarcia do zachodnich sojuszników, ale po porażce tej próby wrócił pod koniec 1939 do Częstochowy i zaangażował się w działalność ZWZ-AK pod pseudonimem Henryk. Jako pilot otrzymał zadanie utworzenia partyzanckiej grupy lotniczej dla powiatów częstochowskiego, radomszczańskiego, opoczyńskiego i włoszczowskiego oraz utworzenie na podległym terenie zrzutowisk i lądowisk dla samolotów wykonujących nocne loty z Wielkiej Brytanii. W 1940 został zastępcą dowódcy grupy wywiadu i kontrwywiadu wojskowego w Obwodzie AK Częstochowa.
Oprócz działań związanych z lotnictwem przeprowadził inne operacje, m.in. odbicie z więzienia na Zawodziu, bez ani jednego wystrzału, inspektora ZWZ-AK ppłk. Stanisława Mireckiego Butryma, którego wyprowadził z więzienia przy pomocy grupy żołnierzy przebranych w mundury Gestapo i Luftwaffe. Wśród wykonawców akcji jedynie jeden żołnierz znał biegle język niemiecki. Za tę akcję odznaczono go Krzyżem Srebrnym Orderu Virtuti Militari.
Grupa Furmańczyka przyjęła marcu 1943 pod Zebrą koło Częstochowy czterech cichociemnych, którzy otrzymali zadanie szczegółowego rozpoznania zakładów doświadczalnych Peenemünde, gdzie Niemcy budowali wyrzutnie pocisków rakietowych. Oddział przyjął także osiem innym zrzutów. Jeszcze w tym samym roku został wraz z grupą żołnierzy aresztowany przez Gestapo, ale udało mu się uciec i pomóc w ucieczce innemu żołnierzowi. Za pomoc w ucieczce został odznaczony Krzyżem Walecznych.
Po ucieczce został przeniesiony w okolice Piotrkowa Trybunalskiego i Opoczna, gdzie w styczniu 1944 odtworzył swoją jednostkę lotniczą. Podczas przygotowań do akcji „Burza” oddział został włączony do 25 pułku piechoty AK jako jego 3 kompania. W całym okresie okupacji jego oddział stoczył szereg potyczek, m.in. pod Szadkowicami, Białaczowem, Kowalewem, Widuchem, Białym Ługiem, Bokowem, Hutą, Stefanowem, Przysuchą, Walią i Mniszowem. Wojnę zakończył w stopniu kapitana.
Lata powojenne
Po zakończeniu wojny wrócił do Częstochowy. Wkrótce po przyjeździe został aresztowany przez Urząd Bezpieczeństwa Publicznego, zdegradowany i skazany na dwukrotną karę śmierci. Kary nie wykonano, został osadzony we Wronkach, następnie karę śmierci zamieniono na 10 lat więzienia i zmniejszono ją po amnestii. Zwolniony z więzienia po 3,5 roku pozbawienia wolności, po czym na wniosek Stowarzyszenia Polskich Kombatantów został mianowany majorem, ze starszeństwem od 4 września 1948. Później został jeszcze na wniosek SPK mianowany podpułkownikiem, ze starszeństwem od 4 listopada 1964. Działał w Klubie Oficerów Rezerwy i był współtwórcą Częstochowskiego Klubu Seniorów Lotnictwa.
Po wyjściu z więzienia wrócił do Częstochowy i podjął cywilną pracę w Przedsiębiorstwie Budowy Kopalń Rud Żelaza, a także ukończył studia na Politechnice Częstochowskiej. W 1954 ożenił się z Martą Mateją (1929–2004), miał syna Antoniego (ur. 1955) − lekarza. Brat Wacław, również żołnierz ZWZ-AK, był znanym szczecińskim architektem.
Został pochowany na cmentarzu Kule w Częstochowie.

## Upamiętnienie
7 grudnia 2012 na lotnisku w Rudnikach została odsłonięta tablica upamiętniająca Henryka Furmańczyka.

## Awanse[2]
- podporucznik − 12 września 1939
- porucznik − ?
- kapitan − ?
- major − 4 września 1948
- podpułkownik − 4 listopada 1964

## Ordery i odznaczenia[2]
- Krzyż Srebrny Orderu Virtuti Militari (dwukrotnie)
- Krzyż Walecznych
- Krzyż Partyzancki
- Złoty Krzyż Zasługi
- Medal Zwycięstwa i Wolności 1945
- Medal Wojska
- Medal Morski[6]